# Бадряш-Актау
Бадряш-Актау (баш. Бәҙрәш-Аҡтау) — деревня в Янаульском районе Республики Башкортостан Российской Федерации. Входит в состав Воядинского сельсовета. 

## География

### Географическое положение
Деревня расположена при впадении реки Вояда в Кармановское водохранилище. Расстояние до:
- районного центра (Янаул): 27 км,
- центра сельсовета (Вояды): 10 км,
- ближайшей ж/д станции (Янаул): 27 км.

## История
В 1896 году упоминается починок Актау при реке Вояде, относившийся к Байгузинской волости IV стана Бирского уезда Уфимской губернии, но находящийся на земле Осинского уезда Пермской губернии — 41 двор, 150 жителей (73 мужчины, 77 женщин).
По переписи 1920 года в деревне было 77 дворов и 394 жителя (178 мужчин, 216 женщин).
К 1926 году деревня была передана из Уральской области в состав Янауловской волости Бирского кантона Башкирской АССР.
Во время Великой Отечественной войны действовал колхоз «Буляк».
В 1982 году проживало около 70 человек.
В 1989 году — 27 человек (13 мужчин, 14 женщин).
В 2002 году — 14 человек (7 мужчин, 7 женщин), преобладают башкиры (79 %).
В 2010 году — 24 человека (14 мужчин, 10 женщин).

## Население
| 2002 | 2009 | 2010 |
| ---- | ---- | ---- |
| 14   | ↗24  | →24  |